# More Than You Know (canción de Axwell Λ Ingrosso)
«More Than You Know» es una canción del dúo sueco de música dance Axwell Λ Ingrosso y presenta voces sin acreditar de Kristoffer Fogelmark. La canción fue lanzada en Suecia como descarga digital el 27 de mayo de 2017 como el décimo sencillo de su álbum de estudio debut del mismo nombre. La canción fue escrita por Sebastian Ingrosso, Salem Al Fakir, Axel Hedfors, Vincent Pontare y Richard Zastenker. La canción alcanzó el número dos en la Sverigetopplistan. 
Un "remix latino" de la canción, con el cantante colombiano Sebastián Yatra y el dúo colombiano Cali & El Dandee, fue lanzado en todo el mundo en octubre de 2017.

## Vídeo musical
El video musical dirigido por Nicolas Caeyers, esta rodado a través de una videocámara VHS, y ambos representan y recuerdan un día en los eventos de la filmadora. El filmador y su novia personificada por la modelo belga Romi Van Renterghem se muestran vistiendo y asistiendo a un concierto de Axwell Λ Ingrosso antes de comprar alcohol y asistir a otra fiesta. En la segunda fiesta, disfrutan de comida y bebida hasta que parece que estalla una pelea, y se muestra al filmador acercándose a su novia, que está sentada en un muelle, supuestamente reflexionando sobre los eventos del día anterior antes de que se agote la batería de la videocámara, terminando el video. 

## Posicionamiento en listas
| Lista (2017–18)                                                   | Mejor posición |
| ----------------------------------------------------------------- | -------------- |
| Alemania (Media Control AG)                                       | 1              |
| Australia (ARIA Singles Chart)                                    | 41             |
| Australia (ARIA Dance)                                            | 6              |
| Austria (Ö3 Austria Top 75)                                       | 1              |
| Bélgica (Ultratop flamenca)                                       | 4              |
| Bélgica (Ultratop valona)                                         | 2              |
| Bolivia (Monitor Latino) Más De Lo Que Sabes (More Than You Know) | 17             |
| Canadá (Canadian Hot 100)                                         | 52             |
| República Checa (Singles Digitál Top 100)                         | 1              |
| Croacia (HRT)                                                     | 6              |
| Dinamarca (Tracklisten)                                           | 26             |
| Escocia (Scottish Singles Sales Chart)                            | 45             |
| Eslovaquia (Singles Digitál Top 100)                              | 1              |
| Eslovenia (SloTop50)                                              | 2              |
| España (PROMUSICAE)                                               | 36             |
| Finlandia (Latauslista)                                           | 4              |
| Francia (SNEP)                                                    | 46             |
| Germany Dance (Official German Charts)                            | 1              |
| Hungría (Dance Top 40)                                            | 1              |
| Hungría (Rádiós Top 40)                                           | 1              |
| Hungría (Single Top 40)                                           | 3              |
| Irlanda (IRMA)                                                    | 10             |
| Israel (Media Forest)                                             | 9              |
| Italia (FIMI)                                                     | 4              |
| Letonia (Latvijas Top 40)                                         | 2              |
| México Mexico Airplay (Billboard)                                 | 50             |
| Países Bajos (Dutch Top 40)                                       | 3              |
| Países Bajos (Single Top 100)                                     | 14             |
| Nueva Zelanda (Recorded Music NZ)                                 | 22             |
| Noruega (VG-lista)                                                | 4              |
| Polonia (Polish Airplay Top 100)                                  | 1              |
| Portugal (AFP)                                                    | 24             |
| Rumania (Airplay 100)                                             | 1              |
| Russia Airplay (Tophit)                                           | 4              |
| Suecia (Sverigetopplistan)                                        | 2              |
| Suiza (Schweizer Hitparade)                                       | 2              |
| Reino Unido (UK Singles Chart)                                    | 30             |
| Reino Unido (UK Dance Chart)                                      | 8              |
| Estados Unidos (Hot Dance Club Songs)                             | 3              |

| Lista (2017)                              | Posición |
| ----------------------------------------- | -------- |
| Austria (Ö3 Austria Top 40)               | 6        |
| Belgium (Ultratop Flanders)               | 25       |
| Belgium (Ultratop Wallonia)               | 47       |
| Denmark (Tracklisten)                     | 95       |
| Germany (Official German Charts)          | 6        |
| Hungary (Rádiós Top 40)                   | 15       |
| Hungary (Single Top 40)                   | 29       |
| Hungary (Stream Top 40)                   | 5        |
| Italy (FIMI)                              | 28       |
| Netherlands (Single Top 100)              | 35       |
| Poland (ZPAV)                             | 33       |
| Romania (Airplay 100)                     | 17       |
| Slovenia (SloTop50)                       | 31       |
| Sweden (Sverigetopplistan)                | 6        |
| Switzerland (Schweizer Hitparade)         | 24       |
| US Hot Dance/Electronic Songs (Billboard) | 30       |

| Lista (2018)                      | Posición |
| --------------------------------- | -------- |
| Germany (Official German Charts)  | 82       |
| Slovenia (SloTop50)               | 24       |
| Sweden (Sverigetopplistan)        | 64       |
| Switzerland (Schweizer Hitparade) | 78       |